# Curentul economic fiziocrat
Fiziocrația, denumită și fiziocratism, este o orientare, cu precădere economică, apărută în secolul al XVIII-lea în Franța, care contestă intervenția statului în economie, susținând că în societatea umană există o „ordine naturală” care se impune prin evidență și este opusă ordinii artificiale creată prin voința oamenilor.
Contrar mercantilismului, curentul fiziocrat, apărut la mijlocul secolului al XVIII-lea, a constituit o veritabilă școala economică, având, după cum se remarcă în literatură, un conducător, un manifest și discipoli. Cel mai reputat dintre fiziocrați, considerat corifeul curentului, a fost francezul François Quesnay (1694-1774). „Manifestul” său este reprezentat prin Tabloul economic, publicat de el în 1758, în care se prezintă, pentru prima dată, un model cantitativ al circuitului economic și al fluxurilor dintre ramurile economiei naționale. 
Între reprezentanții acestui curent se numără discipolii lui Quesnay: Dupont de Nemours, Mercier de la Riviere și Jacques Turgot (1727-1781), care, în timpul lui Ludovic al XVI-lea, a deținut funcția de controlor general al finanțelor Franței.
Concepția foziocratică se remarcă printr-o serie de contribuții și idei importante, între care: critica argumentară a mercantilismului, formularea ideii cu privire la existența unei ordini naturale în societate și a unor legi naturale de dezvoltare a acesteia, faptul că agricultura este singura ramură productivă, în care se creează produs net și se sporesc cantitățile de resurse disponibile, celelalte fiind considerate sterile.
Concepția de bază a fiziocraților se caracterizează prin respectul proprietății private, libertatea schimbului de mărfuri și caracterul echivalent al acestora și adoptarea unui impozit unic pe produsul net perceput de proprietarii funciari.